# Liste der Nummer-eins-Country-Alben in den USA (1995)
Dies ist eine Liste der Nummer-eins-Alben in den von Billboard ermittelten Verkaufscharts für Country-Alben in den USA im Jahr 1995. In diesem Jahr gab es sieben Nummer-eins-Alben.

| ← 1994 ← | Liste der Nummer-eins-Country-Alben in den USA | Liste der Nummer-eins-Country-Alben in den USA | Liste der Nummer-eins-Country-Alben in den USA | 1996 →                    |
| \| Zeitraum \| Wo. ges. \| Interpret \| Titel \| Zusätzliche Informationen \| \| (Zeitraum, Wochen auf Platz eins, Interpret, Titel, zusätzliche Informationen) \| \| \| \| \| \| ------------------------------------------------------------------------------ \| -------- \| ----------------------- \| ------------------------------- \| ------------------------- \| \| 31. Dezember 1994 – 14. April 1995 15 Wochen (insgesamt 15) \| 15 \| Garth Brooks \| The Hits[1] \| — \| \| 15. April 1995 – 14. Juli 1995 13 Wochen (insgesamt 13) \| 13 \| John Michael Montgomery \| John Michael Montgomery[2] \| — \| \| 15. Juli 1995 – 21. Juli 1995 1 Woche (insgesamt 16) \| 16 \| Garth Brooks \| The Hits \| — \| \| 22. Juli 1995 – 6. Oktober 1995 11 Wochen (insgesamt 11) \| 11 \| Shania Twain \| The Woman in Me[3] \| — \| \| 7. Oktober 1995 – 20. Oktober 1995 2 Wochen (insgesamt 2) \| 2 \| Tim McGraw \| All I Want[4] \| — \| \| 21. Oktober 1995 – 3. November 1995 2 Wochen (insgesamt 2) \| 2 \| Reba McEntire \| Starting Over[5] \| — \| \| 4. November 1995 – 10. November 1995 1 Woche (insgesamt 3) \| 3 \| Tim McGraw \| All I Want \| — \| \| 11. November 1995 – 8. Dezember 1995 4 Wochen (insgesamt 4) \| 4 \| Alan Jackson \| The Greatest Hits Collection[6] \| — \| \| 9. Dezember 1995 – 29. Dezember 1995 3 Wochen (insgesamt 3) \| 3 \| Garth Brooks \| Fresh Horses[7] \| — \| |                                                |                                                |                                                |                           |
| ← 1994 |                                                |                                                |                                                | → 1996 →                  |
| Zeitraum | Wo. ges.                                       | Interpret                                      | Titel                                          | Zusätzliche Informationen |
| (Zeitraum, Wochen auf Platz eins, Interpret, Titel, zusätzliche Informationen) |                                                |                                                |                                                |                           |
| 31. Dezember 1994 – 14. April 1995 15 Wochen (insgesamt 15) | 15                                             | Garth Brooks                                   | The Hits                                       | —                         |
| 15. April 1995 – 14. Juli 1995 13 Wochen (insgesamt 13) | 13                                             | John Michael Montgomery                        | John Michael Montgomery                        | —                         |
| 15. Juli 1995 – 21. Juli 1995 1 Woche (insgesamt 16) | 16                                             | Garth Brooks                                   | The Hits                                       | —                         |
| 22. Juli 1995 – 6. Oktober 1995 11 Wochen (insgesamt 11) | 11                                             | Shania Twain                                   | The Woman in Me                                | —                         |
| 7. Oktober 1995 – 20. Oktober 1995 2 Wochen (insgesamt 2) | 2                                              | Tim McGraw                                     | All I Want                                     | —                         |
| 21. Oktober 1995 – 3. November 1995 2 Wochen (insgesamt 2) | 2                                              | Reba McEntire                                  | Starting Over                                  | —                         |
| 4. November 1995 – 10. November 1995 1 Woche (insgesamt 3) | 3                                              | Tim McGraw                                     | All I Want                                     | —                         |
| 11. November 1995 – 8. Dezember 1995 4 Wochen (insgesamt 4) | 4                                              | Alan Jackson                                   | The Greatest Hits Collection                   | —                         |
| 9. Dezember 1995 – 29. Dezember 1995 3 Wochen (insgesamt 3) | 3                                              | Garth Brooks                                   | Fresh Horses                                   | —                         |